# Bundesautobahn 42
Die Bundesautobahn 42 (Abkürzung: BAB 42) – Kurzform: Autobahn 42 (Abkürzung: A 42) – verläuft von West nach Ost im nördlichen Ruhrgebiet von Kamp-Lintfort über den Norden Duisburgs, Oberhausen, Bottrop, den Essener Norden, Gelsenkirchen, Herne und Castrop-Rauxel nach Dortmund. Sie wird auch Emscherschnellweg genannt.

## Geschichte
Im Jahre 1965 begann der Bau im Raum Herne, die Strecke wurde 1968 noch als Landesstraße freigegeben und erst 1969 zur Autobahn hochgestuft. Im Jahre 1971 wurde die erste Teilstrecke zwischen dem Kreuz Essen-Nord und dem Kreuz Herne vollständig freigegeben und 1975 folgte die Teilstrecke vom Kreuz Herne bis zum Autobahnkreuz Castrop-Rauxel-Ost mit Verbindung zur A 45. Im Jahre 1978 entstand nur noch die Anschlussstelle Dortmund-Bodelschwingh. Im Westen wurde über Essen hinaus bis zum Kreuz Oberhausen-West (mit Verbindung zur A 3) weitergebaut. In den 1980er Jahren erfolgte die Verlängerung bis zur A 59 (Autobahnkreuz Duisburg-Nord) und im letzten Bauabschnitt bis Kamp-Lintfort mit dem Bau einer Rheinbrücke. Dadurch wurde die A 42 mit der linksrheinischen A 57 verknüpft.
Von der Auffahrt Herne-Baukau bis hinter die Auffahrt Herne-Horsthausen wurde ein bereits vor dem Zweiten Weltkrieg stillgelegtes Kanalbett (ehem. Zweigkanal des Dortmund-Ems-Kanals vom Hafen Herne zur Bahnhofstr. in Baukau) zur Trassenführung benutzt. Von Herne-Baukau kommend in Fahrtrichtung Castrop-Rauxel lässt sich der Verlauf der ehemaligen Wasserstraße noch an der schnurgeraden Straßenführung erkennen.

## Verkehrsfreigabe
Die Verkehrsübergabe der einzelnen Teilstrecken fand wie folgt statt:
| Abschnitt                                                                     | Freigabe (Jahr) | Länge (km) |
| ----------------------------------------------------------------------------- | --------------- | ---------- |
| AS Herne-Crange – AS Herne Baukau                                             | 1968            | 2,8 km     |
| AS Essen-Nord – AS Gelsenkirchen-Heßler                                       | 1970            | 3,7 km     |
| AS Gelsenkirchen-Heßler – AS Herne-Crange                                     | 1971            | 10 km      |
| Grenze der Landschaftsverbände westlich AS Bottrop-Süd – AS Essen Nord        | 1971            | 5 km       |
| AS Oberhausen-Neue Mitte – Grenze Landschaftsverbände westlich AS Bottrop Süd | 1974            | 2,8 km     |
| AS Herne-Baukau – AK Castrop-Rauxel Ost                                       | 1975            | 10,6 km    |
| AS Duisburg-Nord – AK Oberhausen West                                         | 1975            | 3,3 km     |
| AK Oberhausen West – AS Oberhausen-Neue Mitte                                 | 1975            | 5,6 km     |
| AK Castrop-Rauxel-Ost – AS Dortmund-Bodelschwingh                             | 1978            | 0,3 km     |
| AS Duisburg-Beeck – AK Duisburg Nord                                          | 1980            | 2,7 km     |
| östl. Duisburg-Beeckerwerth – AS Duisburg-Beeck                               | 1985            | 1,3 km     |
| AK Kamp-Lintfort – AS Moers-Nord                                              | 1991            | 4,0 km     |
| AS Duisburg-Baerl – östlich Duisburg-Beeckerwerth                             | 1991            | 3,0 km     |
| AS Moers Nord – AS Duisburg-Baerl                                             | 1992            | 3,0 km     |

## Ausbauzustand
Vom Kreuz Castrop-Rauxel Ost bis zur Anschlussstelle Bottrop-Süd ist die Autobahn vierstreifig ausgebaut. Der westliche Teil ist durchgehend sechsstreifig.

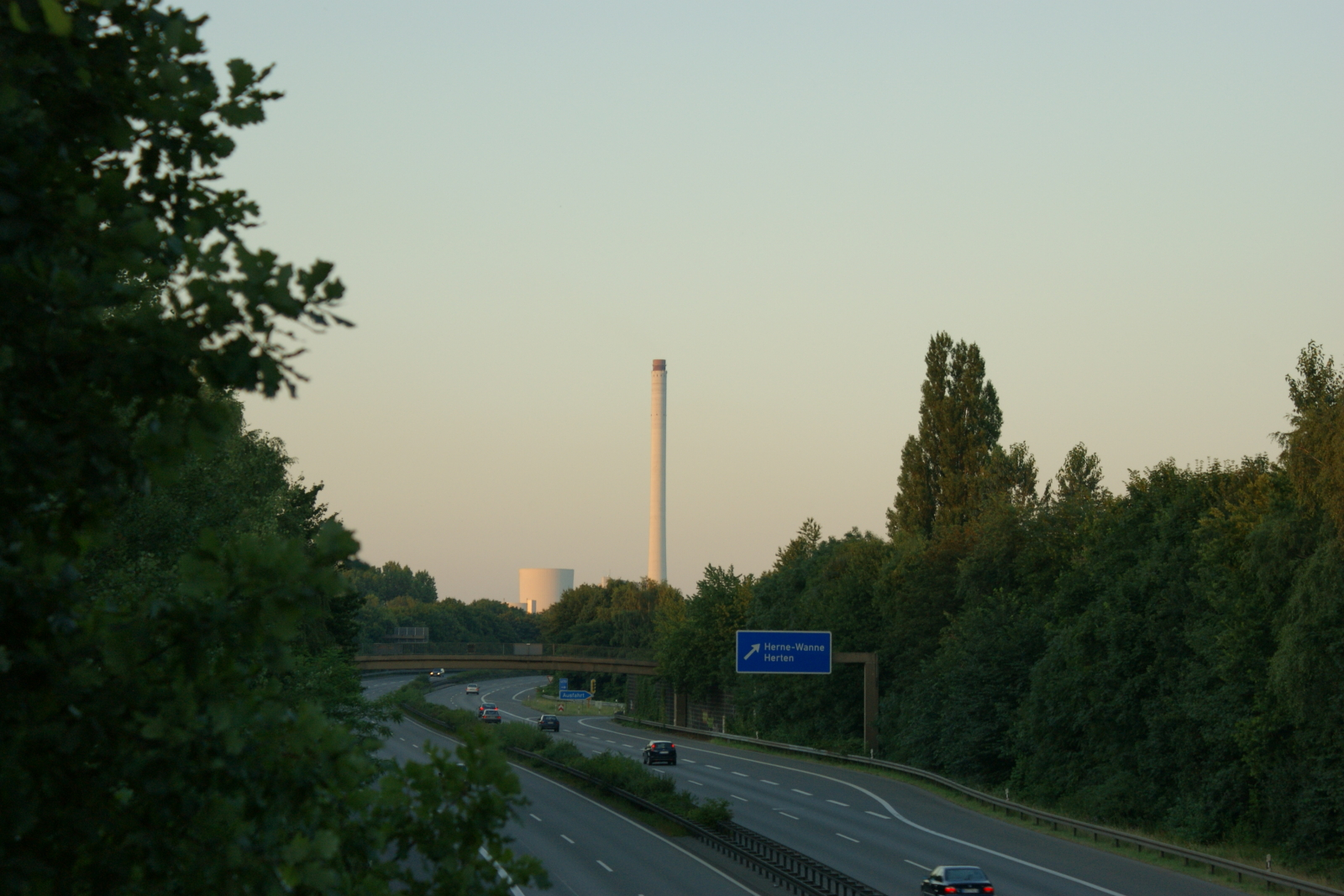
Die A 42 kurz vor der Anschlussstelle Herne-Wanne mit Blick auf das Herner STEAG-Kohlekraftwerk

## Umbenennung von Anschlussstellen
Bis zum 4. April 2006 trug die Anschlussstelle 16 den Namen Gelsenkirchen-Schalke. Da an diesem Tag aber die neue Anschlussstelle 17 mit dem gleichen Namen (nach früheren Planungen sollte diese zunächst Gelsenkirchen-Schalke-Nord genannt werden) eröffnet wurde, wurde gleichzeitig die Anschlussstelle 16 in Gelsenkirchen-Zentrum umbenannt.
Weitere umbenannte Anschlussstellen sind:
- Bottrop-Süd, ursprünglich Bottrop/Essen-Borbeck
- Oberhausen-Neue Mitte, ursprünglich Oberhausen-Osterfeld

## Frühere Planungen

### Östliche Verlängerung
Im Plan für den Ausbau der Bundesfernstraßen war in den Jahren 1971 bis 1985 am östlichen Ende der heutigen A 42 (Anschlussstelle Dortmund-Bodelschwingh) eine Verlängerung bis nordöstlich von Unna geplant, wo die damals intern als A 78 bezeichnete Autobahn in die Nord-Süd-Neubaustrecke der B 233n (später: A 443) Bönen – Unna – Iserlohn münden sollte. Die Autobahn sollte südlich von Mengede, nördlich von Nette, Lindenhorst und Eving, südlich von Derne, nördlich von Scharnhorst, zwischen Kurl und Kaiserau verlaufen, südlich der AS Kamen-Süd die A 1 kreuzen sowie südlich von Heeren-Werve geführt werden und die A 443 etwa in Höhe der Bahnstrecke Dortmund – Welver / Kreisstraße 36 (Lünern – Heeren-Werve) erreichen. Mit Wirkung ab 1. Januar 1975 wurde der Abschnitt auch Bestandteil des unter der neuen Bezeichnung A 42 vorgesehenen Streckenzuges. Die A 42-Trasse lag damit nur etwa 1 bis 2 km parallel südlich der A 2. An der Anschlussstelle Bodelschwingh wurden beim Bau der A 42 bereits aufwändige Bauvorleistungen erbracht, dort existieren zwei Fahrbahnen mit je zwei Richtungsfahrstreifen unter der A 45. Diese Fahrbahnen wurden in den letzten 20 Jahren teilweise als Lagerfläche genutzt. Im Bundesverkehrswegeplan 2003 ist die Verlängerung nach Osten nicht mehr enthalten.

### Westliche Verlängerung
Der Plan für den Ausbau der Bundesfernstraßen in den Jahren 1971 bis 1985 sah vor, dass die damals unter der internen Bezeichnung „A 78“ vorgesehene Autobahn als vierstreifige B 1103 vom Kreuz Kamp-Lintfort nach Rheurdt fortgesetzt werden sollte. Zudem war beabsichtigt, an diesen Streckenzug schließlich eine zweistreifige B 1103n über den Raum nördlich Kerken und Straelen zur Staatsgrenze Deutschland/Niederlande anzuschließen.
Ab 1975 sah die Planung für die nunmehr als A 42 gewidmete Autobahn eine Linienführung bis in den Raum Rheurdt vor, wo sie auf die entlang der B 510 vorgesehene ursprüngliche A 40 treffen sollte. Wenige Kilometer südwestlich des Autobahndreiecks A 40/A 42 sollte die Autobahn auf der Trasse der B 510 enden.
Im Bundesverkehrswegeplan 2003 ist eine zweistreifige Ortsumgehung südlich Kamp-Lintfort im Zuge der B 528 mit insgesamt 6,3 Kilometern im Vordringlichen Bedarf enthalten. Der erste Abschnitt ist im Dezember 2006 für den Verkehr freigegeben worden und führt bis zur Friedrich-Heinrich-Allee im Süden Kamp-Lintforts.

### Weitere ursprünglich geplante Verknüpfungen der A 42 mit dem Autobahnnetz
Weitere geplante Nord-Süd-Autobahnen sollten die A 42 kreuzen:
Die südliche Verlängerung der A 31 sollte die A 42 zwischen den Anschlussstellen Oberhausen-Neue Mitte und Bottrop Süd im Bereich der Burg Vondern kreuzen, hier ist die Gradiente der A 42 spürbar abgesenkt.
Die Anschlussstelle Essen-Nord (ehemals Kreuz Essen-Nord) ist ein Teil des Abschnittes AK Essen-Ost–Gladbeck der A 52.
Im Bereich der jetzigen Anschlussstelle Gelsenkirchen-Schalke war die Verknüpfung mit der A 41, der Gelsenkirchener Nord-Süd-Autobahn geplant. Bauvorleistungen (Brücken der Nebenfahrbahnen) sind auch heute noch erkennbar.

## Baufälligkeit der Rhein-Herne-Kanal-Brücke
Die zweiteilige, insgesamt 302 Meter lange und 31 Meter breite Stabbogenbrücke über den Rhein-Herne-Kanal in Essen wurde ab 1968 errichtet und 1970 für den Verkehr freigegeben. Sie überspannt neben dem Kanal bei Kanalkilometer 17 auch eine Eisenbahnstrecke, eine Rohrbrücke und die Kanalbrücke der Hafenstraße. Im Jahr 2023 nutzten sie täglich 85.000 Fahrzeuge, darunter 14.000 Lastkraftwagen. Ursprünglich war sie nicht für die heutigen Belastungen geplant und gebaut worden.
Im Dezember 2023 sollten als Folge von festgestellten Ermüdungsschäden stabilisierende Schweißarbeiten während einer sechstägigen Vollsperrung durchgeführt werden. Dabei fielen jedoch weitere Schäden auf, weshalb der Abschnitt zwischen Bottrop-Süd und Kreuz Essen-Nord erst am 28. März 2024 wieder freigegeben werden konnte. Während der Sperrung wurde eine Schranken- und Wiegeanlage in beiden Fahrtrichtungen installiert, die Fahrzeuge mit einem Gewicht von über 3,5 Tonnen von der Brücke fernhält. Zuvor waren bereits der genehmigungspflichtige Schwerlastverkehr von der Brücke genommen und der Regelverkehr durch eine verengte Fahrspurführung in die Mitte der Brücke verlegt sowie ein Überholverbot für Lastkraftwagen eingerichtet worden. Im Zuge des aktuell laufenden Planfeststellungsverfahrens für den sechsstreifigen Ausbau der A 42 zwischen Bottrop-Süd und Essen-Nord ist der Neubau der Brücke in Planung.

## Projekt „Parkautobahn A 42“
Im Zuge der erfolgreichen Bewerbung Essens und des Ruhrgebietes zur Europäischen Kulturhauptstadt wurde 2010 begonnen, die Umgebung der A 42 zu verschönern. Das Projekt trägt den Titel „Parkautobahn A 42“. Das Gehölz an den Seiten der Autobahnen wurde gelichtet, um den Blick auf die Industrielandschaft des Ruhrgebiets zu ermöglichen. In regelmäßigen Abständen wurden Urweltmammutbäume (Metasequoia glyptostroboides) als Leitbäume gepflanzt, die Auswahl fand durch eine öffentliche Wahl im Internet statt. Außerdem sollen nach und nach die fünf Autobahnkreuze in ihren Innenflächen besonders gestaltete Ohrenparks erhalten. Am Kreuz mit der A 45 bei Castrop-Rauxel ist der Park bereits fertiggestellt. Zudem werden an den Anschlussstellen skulpturale Arbeiten aufgestellt, die als „Parktore“ bezeichnet sind, die Nummer der Abfahrt tragen und auf die Besonderheiten der jeweiligen Stadt oder des Stadtteils hinweisen sollen. Schließlich sollen „Parktankstellen“ an 5 Anschlussstellen dem Autofahrer Informationen zum Emscher Landschaftspark bieten und den Umstieg auf den ÖPNV durch P+R-Plätze erleichtern. Es wurde 2011 fortgeführt, durch die Technische Universität Dortmund evaluiert und soll in den nächsten 20 Jahren vollständig umgesetzt werden.